# A Storm
Pour les articles homonymes, voir Storm.
A Storm, peinture de 1922 par Georgia O'Keeffe, montre la foudre sur un lac et le reflet de la lune, tout en faisant allusion à une silhouette féminine.
Cette peinture fait partie d'une série d'œuvres représentant la mer et les paysages du Maine ou du lac George créées par O'Keeffe entre 1921 et 1922. Cette peinture a été donnée au Metropolitan Museum of Art par un collectionneur en 1981.